# 메모리 카드

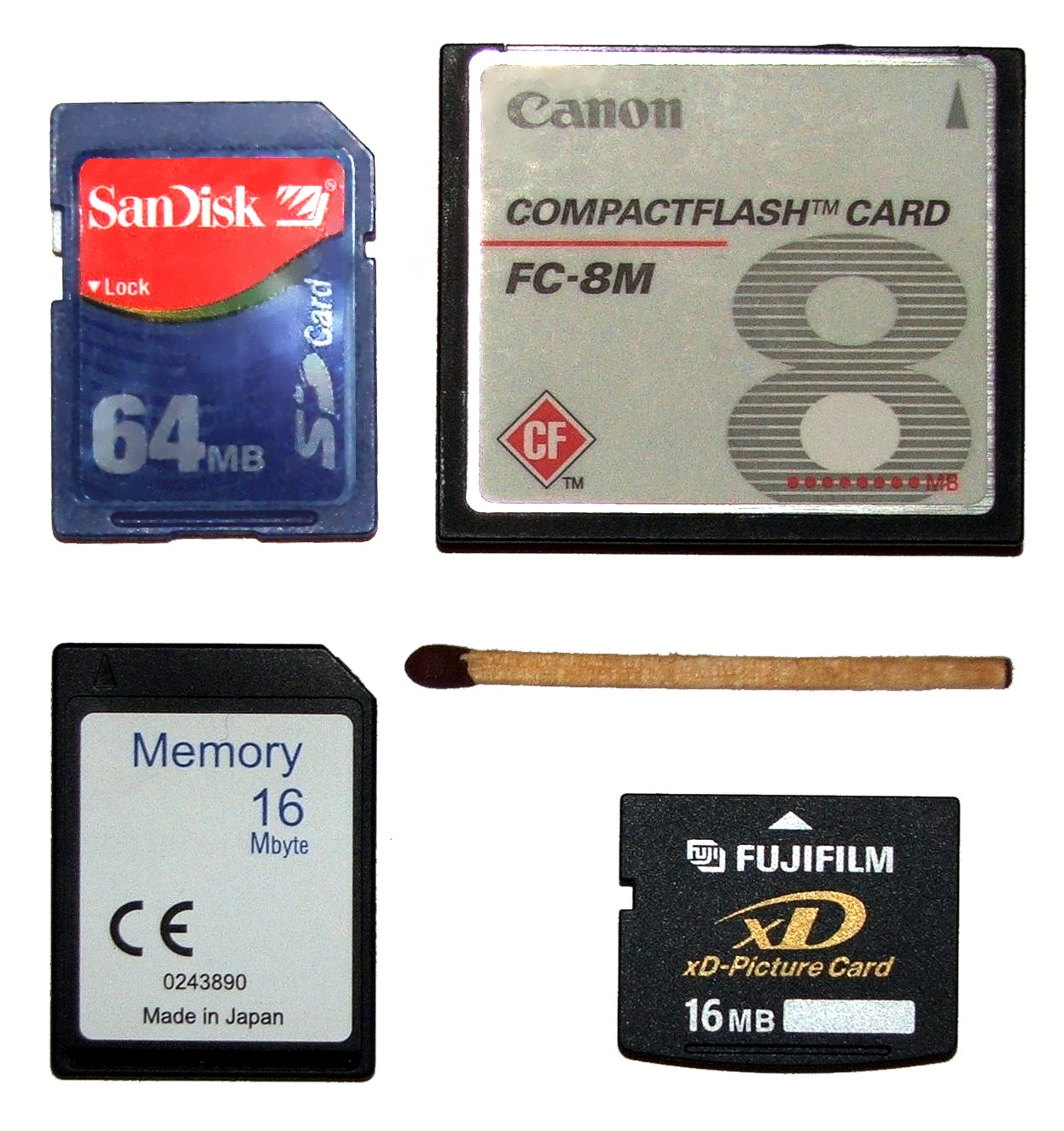
여러 종류의 메모리 카드

메모리 카드(memory card) 또는 플래시 메모리 카드(flash memory card)는 디지털 카메라, 핸드헬드, 모바일 컴퓨터, 전화, 음악 플레이어, 게임기, 다른 전자 제품에 쓰이는 솔리드 스테이트 전자 플래시 메모리 기억 장치이다. "재기록"의 품질이 높고, 전력이 없어도 저장이 되며(비휘발성), 폼 팩터가 작으며, 환경 규격이 엄격하다. 플래시 메모리를 사용하지 않는 "솔리드 스테이트" 성질이 아닌 메모리 카드도 있으며 다른 종류의 플래시 메모리도 존재한다.

## 역사
PC 카드(PCMCIA)는 최초의 상업용 메모리 카드 포맷(타입 | 카드)으로 출시되었으나 지금은 산업 분야에서 모뎀과 같은 입출력 장치를 연결하는 용도로 주로 쓰인다. 1994년 이후로 PC 카드 보다 크기가 더 작은 수많은 메모리 카드 포맷이 등장하였으며, 최초의 것이 콤팩트플래시이고, 뒤에 스마트미디어와 미니어처 카드가 출시되었다. 휴대전화, PDA, 콤팩트 디지털 카메라에 더 작은 크기의 카드를 장착하기를 원하는 데에서 이전 세대의 "콤팩트" 카드들은 커 보였다. 2001년 SM은 단독으로 디지털 카메라 시장에서 50%를 장악했으며 CF는 전문 디지털 카메라 시장을 잠식했다. 그러나 2005년에 SD/MMC가 스마트미디어를 거의 따라잡았으나 콤팩트플래시뿐 아니라 메모리 스틱류와의  경쟁으로 이들 수준에까지 이르진 못했다. 산업과 임베디드 분야에서 PCMCIA 메모리 카드는 틈새 시장을 가까스로 유지하고 있는 반면, 휴대 전화와 PDA에서 메모리 카드의 크기는 더 작아졌다.
2010년 소니의 새로운 제품들(이전에는 메모리 스틱만 사용)과 올림푸스(이전에는 XD 카드만 사용)는 추가적인 SD 카드 슬롯과 함께 제공되고 있다. 포맷 전쟁 이후 SD 카드를 선호하는 추세로 바뀌었다.

## 지정된 메모리 카드 포맷의 자료표
| 이름                     | 약자     | 폼 팩터              | DRM        |
| ------------------------ | -------- | -------------------- | ---------- |
| PC 카드                  | PCMCIA   | 85.6 × 54 × 3.3 mm   | 없음       |
| 콤팩트플래시 I           | CF-I     | 43 × 36 × 3.3 mm     | 없음       |
| 콤팩트플래시 II          | CF-II    | 43 × 36 × 5.5 mm     | 없음       |
| 스마트미디어             | SM / SMC | 45 × 37 × 0.76 mm    | 없음       |
| 메모리 스틱              | MS       | 50.0 × 21.5 × 2.8 mm | 매직게이트 |
| 메모리 스틱 Duo          | MSD      | 31.0 × 20.0 × 1.6 mm | 매직게이트 |
| 메모리 스틱 PRO Duo      | MSPD     | 31.0 × 20.0 × 1.6 mm | 매직게이트 |
| 메모리 스틱 PRO-HG Duo   | MSPDX    | 31.0 × 20.0 × 1.6 mm | 매직게이트 |
| 메모리 스틱 Micro M2     | M2       | 15.0 × 12.5 × 1.2 mm | 매직게이트 |
| 멀티미디어카드           | MMC      | 32 × 24 × 1.5 mm     | 없음       |
| 소형 멀티미디어카드      | RS-MMC   | 16 × 24 × 1.5 mm     | 없음       |
| MMCmicro 카드            | MMCmicro | 12 × 14 × 1.1 mm     | 없음       |
| SD 카드                  | SD       | 32 × 24 × 2.1 mm     | CPRM       |
| SxS                      | SxS      |                      |            |
| 유니버설 플래시 기억장치 | UFS      |                      |            |
| 미니SD 카드              | miniSD   | 21.5 × 20 × 1.4 mm   | CPRM       |
| 마이크로SD 카드          | microSD  | 11 × 15 × 1 mm       | CPRM       |
| xD 픽처 카드             | xD       | 20 × 25 × 1.7 mm     | 없음       |
| 인텔리전트 스틱          | iStick   | 24 x 18 x 2.8 mm     | 없음       |
| 시리얼 플래시 모듈       | SFM      | 45 x 15 mm           | 없음       |
| µ 카드                   | µcard    | 32 x 24 x 1 mm       | 알 수 없음 |
| NT 카드                  | NT NT+   | 44 x 24 x 2.5 mm     | 없음       |

## 메모리 카드의 종류
- PCMCIA ATA 타입 I 플래시 메모리 카드 (PC 카드 ATA 타입 I) (최대 8 기가바이트 플래시 2005년)
  - PCMCIA 리니어 플래시 카드, SRAM 카드 등.
  - PCMCIA 타입 II, 타입 III 카드
- 콤팩트플래시® 카드 (타입 I), 콤팩트플래시 하이스피드
- 콤팩트플래시® 타입 II, CF+(CF2.0), CF3.0
  - 마이크로드라이브 (최대 6 기가바이트 2005년)
- 미니카드™ (미니어처 카드) (최대 64 MB)
- 스마트미디어™ 카드 (SSFDC) (최대 128 MB) (3.3 V,5 V)
- xD 픽처 카드™, xD 픽처 카드 타입 M
- 메모리 스틱, 매직게이트 메모리 스틱 (최대 128 MB); 메모리 스틱 셀렉트, 매직게이트 메모리 스틱 셀렉트 ("셀렉트"의 뜻: A/B 스위치를 갖춘 2x128MB)
- 시큐어MMC™
- SD™ 카드, SD 하이스피드, 시큐어 디지털 플러스/Xtra/... (USB 단자가 있는 SD)
  - 미니SD™ 카드
  - 마이크로SD™ 카드 (aka Trans플래시, T-플래시)
  - SDHC
- MU-플래시 (Mu-카드) (Mu-카드 OMIA 동맹)
- C-플래시™
- SIM 카드
- 스마트 카드 (ISO 7810 카드 표준 , ISO 7816 카드 표준 등)
- UFC (USB 플래시카드)  (USB 사용)
- FISH 유니버설 트랜스포터블 메모리 카드 표준 (USB 사용)
- 디스크 메모리 카드:
  - Clik! (포켓집™), (40 메가바이트 포켓집)
  - 플로피 디스크 (LS120, 2인치, 3.5인치 등)
- 인텔리전트 스틱 (i스틱, MMS를 갖춘 USB 기반 플래시 메모리 카드)
- SxS™ (S-by-S) 메모리 카드: 새로운 메모리 카드 규격으로 샌디스크와 소니가 개발하였음. SxS는 익스프레스카드™ 산업 표준을 준수한다.
- 넥스플래시 Winbond SFM 카드, 크기는 1 메가바이트, 2 메가바이트, 4 메가바이트가 있음.

### 비교
| 표준          | SD       | SD       | SD       | SD            | UFS 카드 | UFS 카드  | CFast    | CFast    | XQD         | XQD         | CFexpress   | CFexpress   |
| ------------- | -------- | -------- | -------- | ------------- | -------- | --------- | -------- | -------- | ----------- | ----------- | ----------- | ----------- |
| 버전          | 3.0      | 4.0      | 6.0      | 7.0           | 1.0      | 2.0       | 1.0      | 2.0      | 1.0         | 2.0         | 1.0         | ?           |
| 시작일        | 2010 Q2  | 2011 Q1  | 2017 Q1  | ?             | Q2 2016  | ?         | 2008 Q3  | 2012 Q3  | 2011 Q4     | 2014 Q1     | 2017 Q2     | ?           |
| 버스          | UHS-I    | UHS-II   | UHS-III  | PCIe          | UFS 2.0  | UFS 3.0   | SATA-300 | SATA-600 | PCIe 2.0 x1 | PCIe 2.0 x2 | PCIe 3.0 x2 | PCIe 3.0 x8 |
| 속도 (전이중) | 104 MB/s | 156 MB/s | 624 MB/s | 1970 MB/s (?) | 600 MB/s | 1200 MB/s | 300 MB/s | 600 MB/s | 500 MB/s    | 1000 MB/s   | 1970 MB/s   | 7880 MB/s   |

## 같이 보기
- USB 플래시 드라이브